# Râul Mărgineu
Râul Mărgineu este un curs de apă, afluent al râului Govăjdia (Runcu). 